# قاي كلوتير
قاي كلوتير هو منتج أسطوانات كندي، ولد في 11 فبراير 1940 في Chicoutimi (provincial electoral district) ‏ في كندا.

## وصلات خارجية
- قاي كلوتير على موقع ميوزك برينز (الإنجليزية)
- قاي كلوتير على موقع ديسكوغز (الإنجليزية)